# Tuvalu aux Jeux olympiques
Les Tuvalu participent aux Jeux olympiques depuis 2008. Les athlètes tuvaluans ont participé à cinq éditions des Jeux olympiques d'été et à aucune des Jeux d'hiver. 
Le pays n'a jamais remporté de médaille. 

## Récapitulatif
| Année        | Athlètes | Médaille d'or, Jeux olympiques | Médaille d'argent, Jeux olympiques | Médaille de bronze, Jeux olympiques | Total | Rang |
| ------------ | -------- | ------------------------------ | ---------------------------------- | ----------------------------------- | ----- | ---- |
| Pékin 2008   | 3        | 0                              | 0                                  | 0                                   | 0     | -    |
| Londres 2012 | 3        | 0                              | 0                                  | 0                                   | 0     | -    |
| Rio 2016     | 1        | 0                              | 0                                  | 0                                   | 0     | -    |
| Tokyo 2020   | 2        | 0                              | 0                                  | 0                                   | 0     | -    |
| Paris 2024   | 2        | 0                              | 0                                  | 0                                   | 0     | -    |
| Total        | 11       | 0                              | 0                                  | 0                                   | 0     | -    |

## Porte-drapeaux

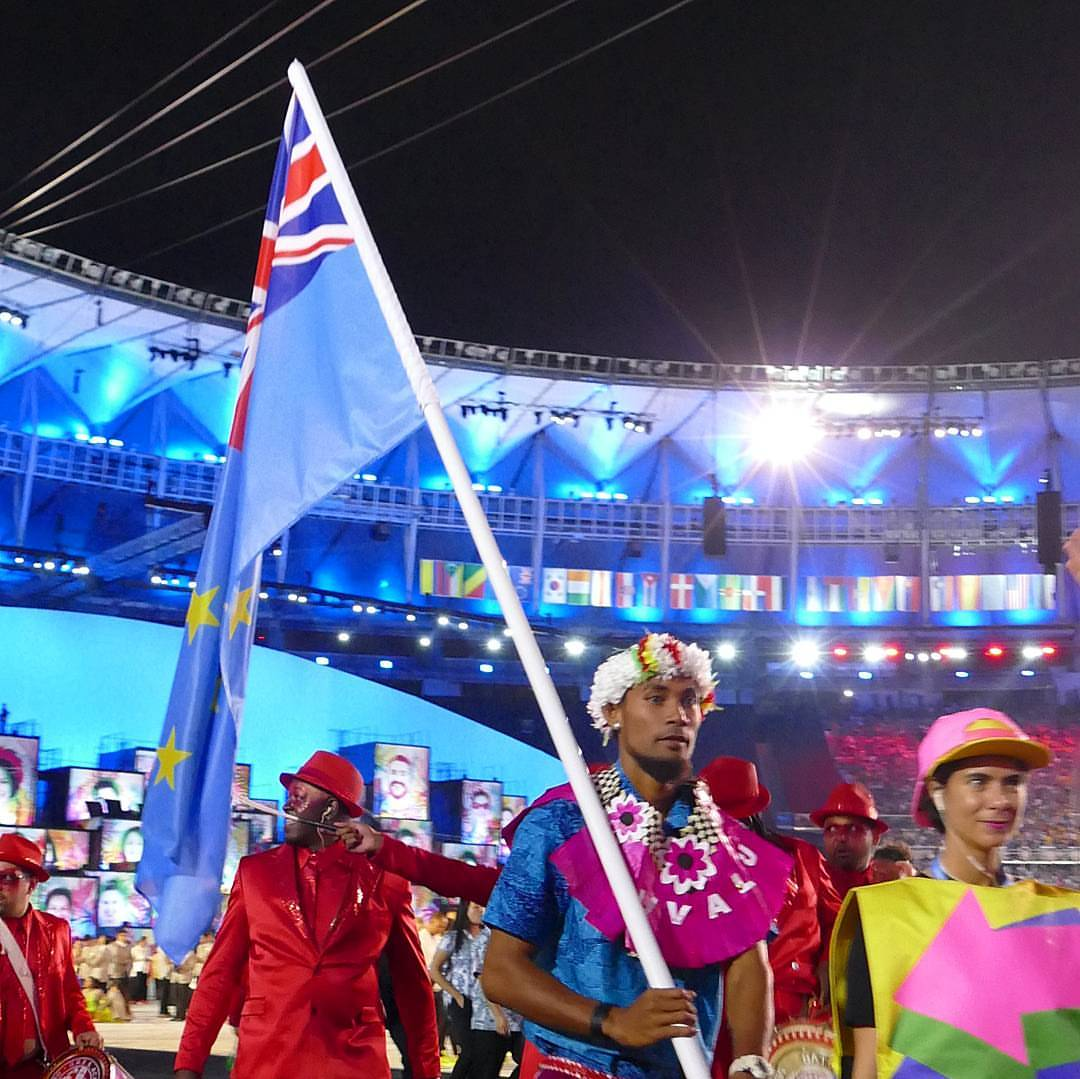
Etimoni Timuani, porte-drapeau lors des Jeux olympiques d'été de 2016.

Les porte-drapeaux portent le drapeau national de leur pays lors des cérémonies d'ouverture et de clôture des Jeux olympiques. Le premier porte-drapeau des Tuvalu est Logona Esau, haltérophile, en 2008.
| Année        | Athlètes                                             | Discipline               | Réf.  |
| ------------ | ---------------------------------------------------- | ------------------------ | ----- |
| Pékin 2008   | Logona Esau                                          | Haltérophilie            | [ 1 ] |
| Londres 2012 | Tuau Lapua Lapua (ouverture) Asenate Manoa (clôture) | Haltérophilie Athlétisme | ,     |
| Rio 2016     | Etimoni Timuani                                      | Athlétisme               | [ 3 ] |
| Tokyo 2020   | Karalo Maibuca et Matie Stanley                      | Athlétisme               | [ 4 ] |
| Paris 2024   | Karalo Maibuca et Temalini Manatoa                   | Athlétisme               | ,     |